# Brøndby kommun
Brøndby kommun (danska Brøndby Kommune) är en kommun i Region Hovedstaden på Själland i östra Danmark.

## Socknar
| 1. Brøndbyvesters socken 2. Nygårds socken 3. Brøndbyøsters socken 4. Brøndby Strands socken |

## Administrativ historik
Kommunen bildades redan 1842 av socknarna Brøndbyvester och Brøndbyøster. Den kallades då Brøndbyerne. Vid kommunreformen 1970 förblev kommunen oförändrad men bytte namn till Brøndby kommune. Även vid den danska kommunreformen 2007 förblev kommunen oförändrad men flyttades administrativt från Köpenhamns amt (som upphörde) till Region Hovedstaden.

## Geografi
Kommunen är en förort väster om Köpenhamn vid Køge Bugts norra strand. Den består av flera kommundelar: Brøndbyvester, Brøndbyøster, Brøndby Strand och Brøndby Nord.
Brøndby kommun gränsar till Vallensbæks kommun i väster, Glostrups och Rødovre kommuner i norr och Hvidovre kommun i öster.

## Befolkning
Brøndbys befolkning ökade från 5 000 år 1950 till 25 000 år 1964. År 2017 hade kommunen 35 594 invånare.

## Politik
Brøndby kommun har socialdemokratisk majoritet. Kent Max Magelund var borgmästare 2016–2024. Vid kommunvalet 2021 fick Socialdemokratiet 11 av 19 mandat.

## Sport
Kommunen är känd för sitt fotbollslag i den danska superligaen, Brøndby IF, med Brøndby Stadion som hemmaarena. Intill stadion i Brøndby ligger också det danska Idrættens hus, där Danmarks Idræts-Forbund och flera danska specialidrottsförbund har sina kanslier. Brøndby VK har blivit danska mästare i volleyboll på damsidan.

## Vänorter
- Norge: Stange
- Sverige: Botkyrka
- Tjeckien: Mestske Casti
- Tyskland: Steglitz-Zehlendorf i Berlin
- Ryssland: Dorogomilovo